# Ocupación de Noruega por la Alemania nazi

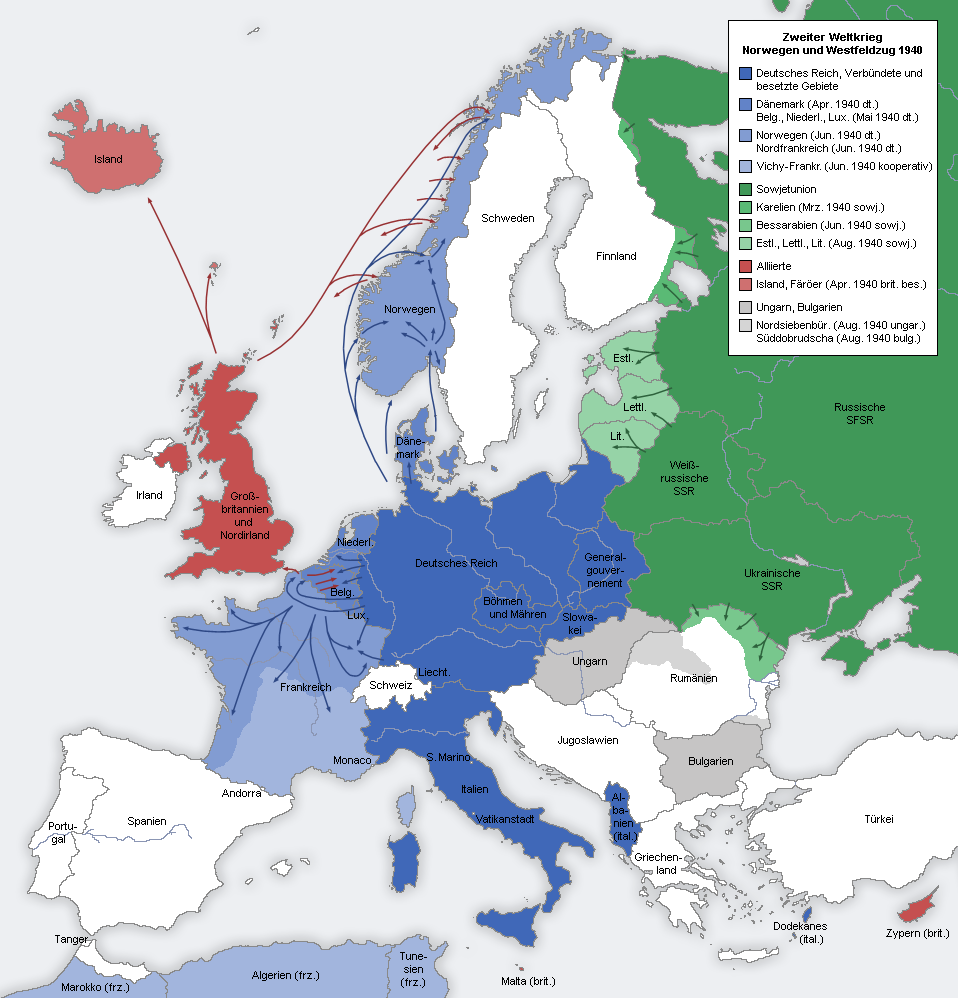
Mapa durante la Segunda Guerra Mundial en Europa en 1940

La ocupación de Noruega por Alemania empezó el 9 de abril de 1940, cuando tropas de la Alemania nazi invadieron Noruega en el marco de la II Guerra Mundial. Dos semanas después estaban en posesión de todo el territorio noruego y establecieron una administración militar, la cual coexistía con un gobierno civil formado por noruegos simpatizantes de la Alemania nazi. Esta ocupación duró hasta el 8 de mayo de 1945, con la capitulación de las tropas alemanas en Europa, y durante la cual fue establecido el denominado Reichskommissariat Norwegen.

## Antecedentes
Al igual que sus demás vecinos nórdicos (Suecia y Dinamarca), Noruega había mantenido su neutralidad durante la I Guerra Mundial pese a la presión del Reino Unido para que la flota mercante noruega colaborase en el bloqueo comercial contra el Imperio Alemán. Al término de la contienda en 1918, Noruega determinó que su política exterior estaría guiada por el pacifismo y la neutralidad, considerando que su política interna apuntaba a reducir los gastos gubernamentales mediante la austeridad fiscal. Los líderes políticos de Noruega favorecieron la neutralidad y se negaron a concertar alianzas militares con otros Estados pues consideraban que esta política impediría a su país verse arrastrado a una posible guerra europea iniciada por otras naciones.
El surgimiento del fascismo en Europa y el posterior rearme de la Alemania Nazi desde 1933 aumentaron la preocupación en Noruega respecto a la política exterior. El país no estaba dispuesto a abandonar su neutralidad y mantuvo su política de mantener relaciones amistosas con sus vecinos, particularmente con Alemania y Reino Unido, los Estados con mayor poderío bélico en el Norte de Europa. A pesar de ello, a fines de la década de 1930 el parlamento noruego (Storting) había dejado atrás su tradicional austeridad en gastos públicos para financiar el fortalecimiento de las fuerzas armadas del país, aun cuando los proyectos más ambiciosos no se concluyeron antes de la invasión alemana.
Cuando en septiembre de 1939 Alemania y Reino Unido se enfrentan en guerra, la reacción de Noruega fue declarar su neutralidad, al tiempo que se ocupaba de equipar a sus fuerzas armadas por temor a un ataque exterior de alguno de los bandos en pugna. Se hicieron algunos planes para soportar un bloqueo naval y para mejorar la efectividad del ejército en combate, al mismo tiempo Noruega reafirmó su neutralidad ante alemanes y británicos pactando acuerdos comerciales con ambos que le permitiesen eludir un posible bloqueo, pero el Incidente del Altmark hizo dudar a ambos bandos sobre la verdadera intención del gobierno noruego para mantenerse neutral.
La situación noruega se hizo más complicada por la posición estratégica del país, dotado de una extensa costa que posibilitaba el control del Atlántico Norte a quien la controlase, así como por poseer puertos naturales para embarcaciones en sus fiordos, lo cual tornaba a Noruega en zona valiosa como posible base naval para Alemania o el Reino Unido. A ello se agregaba que el mineral de hierro extraído en las minas de Suecia era exportado fuera de Escandinavia mediante puertos noruegos (sobre todo por el puerto de Narvik), por lo cual el control de tales puertos era un factor clave para asegurarse el control del hierro sueco, importante suministro para la industria bélica. Estos elementos hacían temer al gobierno noruego un ataque contra su país, y tanto Alemania como Francia y el Reino Unido ya habían trazado proyectos a inicios de 1940 para un ataque contra Noruega. 
En marzo de 1940 el Reino Unido tomó la decisión de minar las aguas territoriales de la aún neutral Noruega, lo cual hizo más difícil la situación del país nórdico que no tenía medios de oponerse a esta acción. Este hecho aumentó las tensiones con Alemania y sirvió como argumento final para que el III Reich decidiera poner a Noruega bajo su control.

## Invasión alemana: Operación Weserübung
En la noche del 8 de abril de 1940 la Wehrmacht alemana lanzó la Operación Weserübung, movilizando unidades de la Kriegsmarine hacia la costa noruega, y atacando las defensas costeras con incursiones de la Luftwaffe. Aunque aviones británicos de la RAF habían avistado movimientos navales alemanes, no les prestaron mayor atención hasta que unidades de la Wehrmacht desembarcaron repentinamente en suelo noruego para atacar Oslo y Trondheim. Durante las primeras horas del 9 de abril la Wehrmacht había invadido Dinamarca casi sin hallar resistencia armada, y Alemania invocó como justificación de su ataque a la necesidad de "proteger" a Noruega de una invasión francobritánica. 
Tras atacar Oslo y Trondheim el 9 de abril, la Wehrmacht se dirigió contra las fuerzas noruegas dispersas por el resto del país en una operación de guerra relámpago o blitzkrieg similar a la Invasión de Polonia, ayudada por el hecho que las tropas noruegas estaban en inferioridad numérica ante los alemanes y que carecían de armamento pesado en cantidad suficiente. A ello se unió el hecho que las fuerzas aéreas noruegas (poco menos de 60 aviones) fueron inutilizadas en las primeras 48 horas de invasión, con lo cual el único apoyo aéreo disponible para los noruegos era la RAF, dificultada por tener sus aeródromos basados en la lejana Escocia, mientras que la Luftwaffe contaba con bases danesas más cercanas. 
El gobierno noruego huyó de Oslo a Narvik y llamó a la movilización militar general. Las tropas noruegas lograron reorganizarse tras la sorpresa inicial pero debido a su inferioridad en números y en calidad de armamento sólo pudieron retrasar el avance germano hacia el norte, sin llegar a detenerlo ni a lanzar un contraataque vigoroso. Tropas del Reino Unido y Francia acudieron en apoyo de Noruega, desembarcando en el puerto septentrional de Narvik, pero solo arribaron en muy pequeño número y varios días después de que la Wehrmacht hubiese desembarcado una fuerza bastante más potente, por lo cual tal ayuda no sirvió de mucho. No obstante, los combates navales entre británicos y alemanes causaron daños serios a la Kriegsmarine.
Al empezar la Batalla de Francia el 10 de mayo de 1940, gran parte de las tropas francesas que combatían en Noruega se retiraron a su país, y semanas después los pequeños contingentes británicos se reembarcaron en Nárvik junto al gobierno noruego y algunas tropas noruegas evacuadas, al hacerse inviable sostener la resistencia por más tiempo. El 9 de junio salieron las últimas tropas británicas y la conquista alemana de Noruega había terminado.

## La ocupación

### Formación delgobierno de Quisling

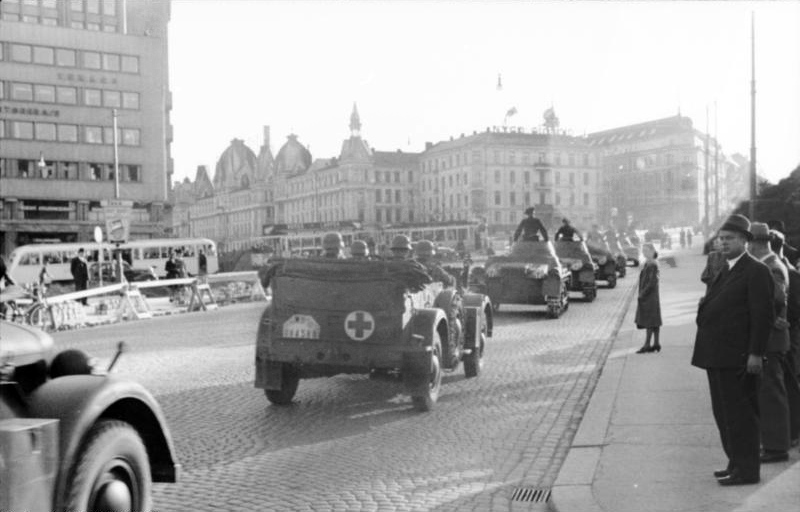
Tropas alemanas entran en Oslo en mayo de 1940.

Antes de la guerra, el político fascista noruego Vidkun Quisling, líder del partido Nasjonal Samling (o "Unión de la Nación"), había visitado Alemania y solicitado a Adolf Hitler su apoyo para formar un gobierno nazi en Noruega. Si bien los líderes nazis no mostraron entusiasmo inmediato por tal proyecto, tras la invasión se le permitió a Quisling asumir la jefatura del gobierno nazi noruego establecido por las autoridades alemanas, de manera que se consiguiera así la espontánea colaboración de la población.
De hecho, Vidkun Quisling había intentado asumir el gobierno noruego en las primeras horas de la invasión alemana mediante un golpe de Estado pero su tentativa fracasó rotundamente. Recién cuando las autoridades militares alemanas se percataron de la existencia de un núcleo nazi noruego accedieron a que Quisling formase un "Gabinete" conforme a la Constitución, manteniendo una independencia noruega puramente nominal y tratando que el resto de la administración acatase sus mandatos. 
Pese al auspicio alemán, el gobierno de Quisling no logró la adhesión masiva de la población noruega, más aún considerando que el Nasjonal Samling era un partido muy pequeño y de minúsculo apoyo popular (por su radicalismo, en las elecciones jamás había conseguido un solo escaño en el Parlamento noruego tras varios años de campaña); los escasos adherentes al Nasjonal Samling se unieron a este en busca de privilegios materiales pero lo abandonaron al acercarse el fin de la guerra. 
La legislación noruega fue modificada al estilo alemán para asegurarse la presencia de nazis noruegos en casi todas las organizaciones masivas del país (sindicatos, asociaciones), prohibiendo los demás partidos políticos, y estableciendo normas copiadas de Alemania para regular cada aspecto de la economía y la sociedad. Se introdujo poco después de la invasión la legislación racial nazi contra los judíos, pero debido a la rápida actividad de la resistencia noruega, fue posible salvar a la mayor parte de la comunidad judía del país antes que las SS empezaran con las deportaciones masivas en noviembre de 1942 hacia los campos de exterminio.
Para compensar la poca popularidad de Vidkun Quisling, desde octubre de 1940 Hitler envió al alemán Josef Terboven como "Comisario del Reich" (Reichkommissar) y jefe de la administración alemana de Noruega en calidad de Gauleiter, siendo este en la práctica el auténtico gobernante del país hasta 1945. 
Las fuerzas militares noruegas quedaron disueltas, siendo sus funciones asumidas por guarniciones de la Wehrmacht bajo el mando del general Nikolaus von Falkenhorst, subordinado directamente a Hitler. Terboven procuró inicialmente darle al gobierno Quisling una apariencia de legitimidad ante el pueblo noruego, pero ante el escaso apoyo al Nasjonal Samling entonces Terboven prefirió asentar su autoridad sobre la violencia física contra la población civil, con apoyo de 6000 hombres de la SS acuartelada en Noruega al mando de Wilhelm Rediess y la colaboración de los nazis noruegos (que formaron su propia policía para colaborar con la SS).
Cuando empezó la Operación Barbarroja, Quisling consiguió formar una tropa de nazis noruegos para colaborar con Alemania en las operaciones militares. La mayor parte de los voluntarios nazis noruegos se enrolaron en la 11.ª División de Granaderos SS Nordland, y combatieron contra la Unión Soviética.
Otra de las amenazas germanas siempre presentes fue la deportación masiva de noruegos para realizar trabajos forzados en Alemania, lo cual no llegó a cumplirse pero que funcionó como método germano de coerción hacia la población civil, reclutándose en cambio obreros noruegos para realizar trabajos forzados en fortificaciones dentro de su país.

### Explotación económica de Noruega

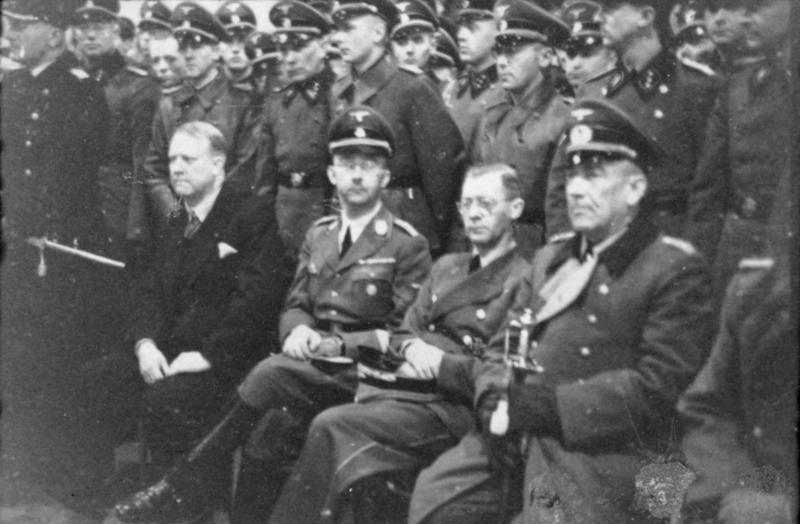
Heinrich Himmler visitando Noruega en 1942. A su derecha aparece Quisling y a su izquierda Terboven. Al extremo derecho aparece el general Nikolaus von Falkenhorst, jefe máximo de las tropas alemanas de ocupación.

La economía noruega se perjudicó durante la invasión debido a que perdió sus mercados externos para los principales productos de exportación, como pescado, maderas, y productos agrícolas; el único mercado disponible era la propia Alemania y ello acentuaba la dependencia hacia el III Reich, quien gracias a la ocupación militar tenía todas las herramientas necesarias para imponer precios y cuotas de mercado. 
Las exigencias nazis de entregar a Alemania cuotas fijas de productos básicos (pescado, trigo, centeno, leche, y carne) causaron un descenso en la calidad de vida de la población noruega y un riesgo constante de hambruna, al tiempo que Alemania reducía unilateralmente el precio a pagar por las exportaciones noruegas exigiendo pagos en marco alemán mientras a los exportadores noruegos se les imponía una elevada tasa de cambio, causando un empobrecimiento general y escasez de comida y productos manufacturados. A esto se sumó la política de Josef Terboven de exigir que las autoridades municipales noruegas (preservadas por los alemanes) pagasen cuantiosos cupos de guerra a la Wehrmacht a cambio de evitar la destrucción de puertos, puentes o carreteras. Tales "multas colectivas" fueron impuestas a ciudades como Bergen, Stavanger y Trondheim.
Se estableció en las ciudades el racionamiento de alimentos para aliviar la carestía, agudizada desde 1944. No obstante, la gran extensión del territorio noruego permitió que la mayoría de la población rural pudiera subsistir gracias a la caza y la pesca, en tanto la extracción de estos recursos alimenticios no era controlada por la administración alemana. 
Noruega sirvió como útil base naval para la Kriegsmarine, tanto para sus incursiones en el Atlántico Norte como para interceptar convoyes estadounidenses de ayuda a la Unión Soviética a orillas del Océano Ártico, y debido a la extensa costa desguarnecida, numerosos obreros noruegos fueron reclutados para construir fortalezas y defensas costeras en previsión de un desembarco británico, por lo cual la Wehrmacht calificó al país como la "Fortaleza Noruega" (Festung Norwegen), estacionando allí varios miles de soldados alemanes en prevención de un desembarco aliado. 
Conforme avanzaba la guerra, Alemania aumentaba su grado de control directo sobre Noruega, al punto que a mediados de 1942 el gobierno de Quisling perdió la mayor parte de los escasos poderes que les habían confiado los ocupantes, ocupando Quisling el puesto de "Ministro-Presidente" como simple subordinado del Reichkommissar Tervoben. La mayor queja del Tercer Reich contra Quisling fue que el Nasjonal Samling nunca pudo lograr la adhesión voluntaria de la mayor parte de la población, mientras la situación militar cada vez más grave obligaba a los nazis a eliminar los últimos vestigios de un inútil "gobierno" noruego y a intensificar su control directo sobre el país.

## Fin de la ocupación

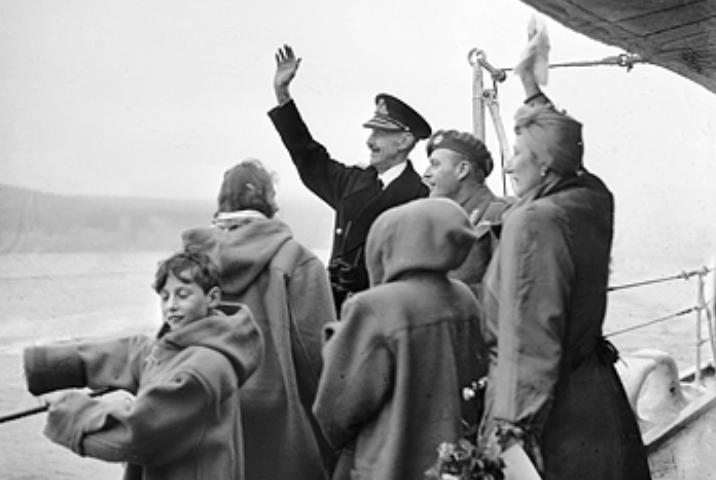
La Familia Real Noruega saludando al pueblo de Oslo tras su llegada del exilio.

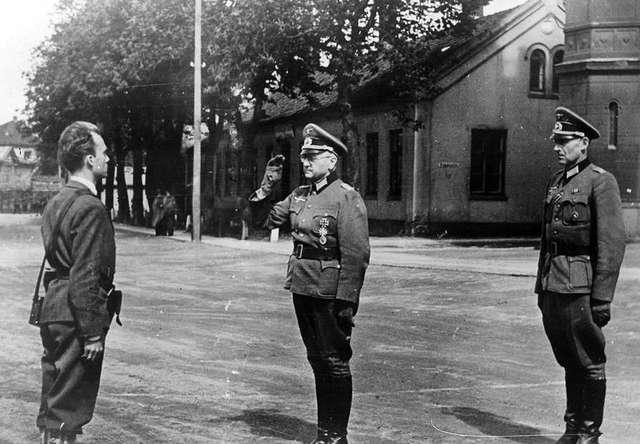
Jefes de la guarnición alemana de la Fortaleza de Akershus se rinden a la resistencia noruega el 11 de mayo de 1945.

Después que a mediados de 1944 la Unión Soviética lanzó un contraataque contra las fuerzas alemanas de Finlandia, unidades del Ejército Rojo penetraron en territorio noruego al empezar el invierno de 1944 y ocuparon en pocas semanas la región de Finnmark, la más septentrional de Noruega (véase Operación Petsamo-Kirkenes), por lo cual las autoridades alemanas ordenaron una masiva evacuación de civiles noruegos en medio del crudo invierno ártico. La poca trascendencia de dicho frente bélico causó que las tropas soviéticas no avanzaran más por las regiones montañosas y gélidas del Norte de Noruega, dirigiéndose en su mayoría a otros frentes mucho más decisivos. No obstante, los alemanes ordenaron un plan de tierra arrasada que, unido al duro invierno de la región de Finnmark, causaron grandes penalidades a la población noruega de esa zona.
Tras el Desembarco de Normandía, y al determinarse en definitiva que la invasión aliada de Europa no empezaría por Noruega, las tropas de la Wehrmacht empezaron a ser retiradas del país con destino al frente occidental de combate, lo cual permitió una mayor expugnación de los grupos de resistencia por las zonas rurales. Ello no significó que se limitasen las operaciones de feroz represalia nazi, con apoyo de sus colaboradores noruegos, subordinados de Quisling como el brutal antisemita Jonas Lie o Ragnar Skancke.
La invasión de Alemania por tropas británicas, estadounidenses y soviéticas en marzo de 1945, unida al virtual colapso de la Wehrmacht, dejó casi aisladas a las guarniciones germanas de Noruega, reducidas en número y sin opciones de ayuda externa ante un ataque combinado de la resistencia y de los aliados, por lo cual procedieron a atrincherarse en las grandes ciudades. Pese a ello, recién desde el 5 de mayo de 1945 las tropas alemanas empezaron a capitular ante noruegos y británicos en las grandes ciudades como Oslo, Bergen y Trondheim, hasta que el día 8 de mayo se rindieron los últimos soldados alemanes. 
Sin posibilidad de huir, los nazis germanos Josef Terboven y Wilhelm Rediess se suicidaron el mismo 8 de mayo en Oslo, siendo seguidos por Jonas Lie, el último jefe de policía de los colaboracionistas noruegos. Los colaboracionistas locales Quisling y Skancke fueron detenidos por tropas de la resistencia noruega y fueron fusilados por alta traición en octubre de 1945 y agosto de 1948 respectivamente.